# São Jorge de Arroios
São Jorge de Arroios era uma parte da cidade e antiga freguesia portuguesa da cidade e do Município de Lisboa, freguesia que tinha 1,16 km² de área e 18 415 habitantes (2011), e, por isso, uma densidade populacional de 15 875 hab/km².
Como consequência da reorganização administrativa, oficializada a 8 de novembro de 2012 e que entrou em vigor após as eleições autárquicas de 2013, foi determinada a extinção da freguesia, passando o seu território integralmente para a nova freguesia de Arroios.

## População
★ No censo de 1864 figura Arroios (intra-muros) no concelho de Lisboa ( Bairro de Alfama) e Arroios (extra-muros) no extinto concelho dos Olivais. No censo de 1864 pertencia ao Bairro do Rossio. Os seus limites foram fixados pelo decreto-lei nº 42.142, de 07/02/1959

 Grupos etários em 2001 e 2011			

| Nº de habitantes | Nº de habitantes | Nº de habitantes | Nº de habitantes | Nº de habitantes | Nº de habitantes | Nº de habitantes | Nº de habitantes | Nº de habitantes | Nº de habitantes | Nº de habitantes | Nº de habitantes | Nº de habitantes | Nº de habitantes | Nº de habitantes | Nº de habitantes |
| ---------------- | ---------------- | ---------------- | ---------------- | ---------------- | ---------------- | ---------------- | ---------------- | ---------------- | ---------------- | ---------------- | ---------------- | ---------------- | ---------------- | ---------------- | ---------------- |
| 1864             | 1878             | 1890             | 1900             | 1911             | 1920             | 1930             | 1940             | 1950             | 1960             | 1970             | 1981             | 1991             | 2001             | 2011             |                  |
| 1863             | 2601             | 7092             | 12072            | 21398            | 26105            | 34103            | 49498            | 71104            | 46506            | 32306            | 33610            | 23051            | 17404            | 18415            |                  |
|                  | +40%             | +173%            | +70%             | +77%             | +22%             | +31%             | +45%             | +44%             | -35%             | -31%             | +4%              | -31%             | -24%             | +6%              |                  |

|     | 0-14 anos    | 15-24 anos   | 25-64 anos    | 65 e + anos  |
| Hab | 1446 \| 2000 | 2062 \| 1650 | 8674 \| 10139 | 5222 \| 4626 |
| Var | +38%         | -20%         | +17%          | -11%         |

## Dados históricos
A 24 de Julho de 1385, D. João I doou a «Afom priz da charneca caualeiro nosso uasallo», de juro e herdade, para sempre, as vinhas e seus lugares que são no termo da cidade de Lisboa «aallem d aRoyos caminho da charneca as quaaes sooe d andar co a nossa adega da dcta cidade».
O edifício da Câmara Municipal dos Olivais situou-se no Largo do Leão.

## Património
- Cruzeiro de Arroios
- Palácio Sotto Mayor, anexos e logradouro
- Moradia na avenida Fontes Pereira de Melo, incluindo as áreas do antigo jardim, anexo residencial e garagem, atual sede social de Metropolitano de Lisboa
- Edifício na Praça Duque de Saldanha 12
- Cinema Império
- Convento de Arroios
- Hospital de Dona Estefânia
- Palacete da Estefânia, actual Escola Superior de Medicina Tradicional Chinesa (ESMTC)
- Escola Secundária de Camões, antigo Liceu Camões
- Chafariz Neptuno no Largo de Dona Estefânia, anteriormente situado na Praça do Chile
- Na igreja de São Jorge, as imagens de São Miguel, anterior ao terramoto. Da mesma época, a da Nossa Senhora do Rosário.
- Instituto Superior Técnico

## Arruamentos
A freguesia de São Jorge de Arroios continha 93 arruamentos. Eram eles:
| - Alameda Dom Afonso Henriques - Avenida Almirante Reis - Avenida Casal Ribeiro - Avenida da República - Avenida dos Defensores de Chaves - Avenida Duque d'Ávila - Avenida Duque de Loulé - Avenida Fontes Pereira de Melo - Avenida Manuel da Maia - Avenida Praia da Vitória - Avenida Rovisco Pais - Beco de Maria Luísa - Calçada de Arroios - Largo das Palmeiras - Largo de Andaluz - Largo de Dona Estefânia - Largo de Santa Bárbara - Largo do Leão - Praça da Ilha do Faial - Praça do Chile - Praça do Duque de Saldanha - Praça José Fontana - Praça Olegário Mariano - Regueirão dos Anjos - Rua Actor António Cardoso - Rua Actor Taborda - Rua Alexandre Braga - Rua Almirante Barroso - Rua Alves Torgo - Rua Andrade Corvo - Rua Ângela Pinto | - Rua António Pedro - Rua António Pereira Carrilho - Rua Aquiles Monteverde - Rua Bernardim Ribeiro - Rua Carlos José Barreiros - Rua Carlos Mardel - Rua Carvalho Araújo - Rua Cavaleiro de Oliveira - Rua Cidade da Horta - Rua Cidade de Liverpool - Rua da Escola de Medicina Veterinária - Rua da Ilha do Pico - Rua da Ilha Terceira - Rua de Andaluz - Rua de Angra do Heroísmo - Rua de Arroios - Rua de Dona Estefânia - Rua de José Ricardo - Rua de Pascoal de Melo - Rua de Ponta Delgada - Rua do Conde de Redondo - Rua do Funchal - Rua dos Açores - Rua dos Heróis de Quionga - Rua Edith Cavel - Rua Eduardo Brazão - Rua Engenheiro Vieira da Silva - Rua Febo Moniz - Rua Fernão Lopes - Rua Ferreira da Silva - Rua Ferreira Lapa | - Rua Francisco Ribeiro (Ribeirinho) - Rua Francisco Sanches - Rua Frei Francisco Foreiro - Rua General Farinha Beirão - Rua General Garcia Rosado - Rua Gomes Freire - Rua Gonçalves Crespo - Rua Jacinta Marto - Rua Joaquim Bonifácio - Rua Joaquim Costa - Rua José Estêvão - Rua José Falcão - Rua Lucinda Simões - Rua Marques da Silva - Rua Martens Ferrão - Rua Mestre Martins Correia - Rua Mindelo - Rua Morais Soares - Rua Passos Manuel - Rua Quirino da Fonseca - Rua Rebelo da Silva - Rua Rosa Damasceno - Rua Sousa Martins - Rua Tomás Ribeiro - Rua Visconde de Santarém - Travessa da Escola Araújo - Travessa das Amoreiras a Arroios - Travessa das Freiras a Arroios - Travessa de Dona Estefânia - Travessa de João Vaz - Travessa Rebelo da Silva |